# 藤川毅
藤川 毅（ふじかわ たけし、1964年 - ）は、鹿児島県鹿児島市生まれの音楽評論家、ジャマイカ音楽研究家。

## 経歴
鹿児島県立甲南高等学校から早稲田大学大学院修了。小学校ではホンジャマカの恵俊彰と同級生。
元『レゲエ・マガジン』編集長レゲエ・マガジン、ミュージック・マガジン、RIDDIM、レコード・コレクターズ、REMIX誌等を通じてジャマイカ音楽（スカ、ロックステディ、レゲエ、ダブ等）の論考を披露している。
2004年の音楽レコードの還流防止措置いわゆるレコード輸入権問題においては、ピーター・バラカン、高橋健太郎らが提唱し、5月4日に開催した新宿ロフトプラスワンでの「選択肢を保護しよう!! 著作権法改正でCDの輸入が規制される? 実態を知るためのシンポジウム」でもこの件での問題点を整理し発表した。
さらに、このシンポジウムが契機となって5月13日には坂本龍一やゴスペラーズなどの著名なアーティストを含む700名以上の音楽評論家・作詞家・作曲家・アーティストらによる共同声明「私たち音楽関係者は、著作権法改定による輸入CD規制に反対します」が発表された。この声明では音楽評論家の高橋健太郎、北中正和、小野島大、ピーター・バラカンらとともに中心的な役割を果たした。また彼は、佐藤謙一郎が会長、川内博史が事務局長となって設立された民主党ホームエンタテイメント議員連盟のメンバーなど政治家と音楽関係者との接着剤として積極的に活動した。
NHK-FMのピーター・バラカン、「ウィークエンド・サンシャイン」2004年7月17日放送分のラスタ・スペシャルにゲスト出演し、選曲も行っている。
雑誌『RELAX』のラヴァーズ特集、およびそこから派生したRelaxin with Loversの最初の2集を監修、解説、選曲担当。
ジャマイカ音楽のレコード収集家としても著名で、雑誌『レコード・コレクターズ』では、毎年今年の収穫を披露している。
VPレコードの日本正規代理店24×7レコードのオフィシャル・サイト内で『藤川毅のレゲエ虎の穴』というコンテンツに毎月寄稿中。
映画『ボブ・マーリー　ルーツ・オブ・レジェンド』の日本語版字幕監修を担当。字幕は石田泰子。
2012年、2013年夏には、NHK-FMのピーター・バラカン「ウィークエンドサンシャイン」に2年連続で高橋健太郎とともに再登場、4時間半にわたりジャマイカ音楽、イギリスとジャマイカの音楽を特集した。
2012年4月からMBC南日本放送で土曜日17:10〜GOOD NEIGHBORS RADIOの制作、パーソナリティを担当。